# Перехід товариша Чкалова через Північний полюс
«Перехід товариша Чкалова через Північний полюс» — короткометражний фільм Максима Пежемського, що став дебютом автора і отримав ряд нагород на престижних кінофестивалях.

## Зміст
Головний герой фільму, товариш Чкалов, проходить через льоди і сніг північного полюса, щоб встановити там радянський прапор. На нього чекають цікаві події, зустрічі та приголомшлива краса природи. У цій комедії, яка завоювала призи на престижних фестивалях, висміюються деякі штампи радянського кінематографа.

## Ролі
| Актор              | Роль             |
| ------------------ | ---------------- |
| Олександр Зав'ялов | Чкалов           |
| Віктор Бичков      | Байдуков         |
| Володимир Баранов  | Біляков          |
| Семьон Фурман      | партійний лідер  |
| Абдулла Халілулін  | басмач і риболов |

## Знімальна група
- Режисер і сценарист — Максим Пежемський;
- Оператор — Валерій Миронов;
- «Конструктор музики» — Сергій Курьохин;
- Художник-постановник — Владислав Орлов;

## Художні особливості
Чорно-біла картина знята в стилістиці раннього радянського кіно. У фільмі ексцентрично висміюються штампи вітчизняної кінокласики.

## Нагороди
- 1990 — Приз кінофестивалю «Дебют» в Москві;
- 1990 — Другий приз у конкурсі ігрових фільмів на кінофестивалі в Зарічному;
- 1990 — Приз за найкращий ігровий короткометражний фільм на Всесоюзному кінофестивалі «Молодість» в Києві;
- 1991 — Приз за найкращий короткометражний фільм на Міжнародному кінофестивалі молодого кіно в Турині.

## Участь у кінофестивалях
- Фільм демонструвався в секції «Особливий погляд» Каннського кінофестивалю в 1991 році.